# Société sportive Tirán
Maillots
La Société Sportive Tirán est un club d'aviron de la paroisse de Tirán, dans la commune pontevedrés (gentilé de Pontevedra) de Moaña.
Il a été fondé en 1993 après la fusion des clubs C.R. San Juan de Tirán et Nosa Sra. Dos Remedios de Tirán et depuis lors il a pris part avec des résultats remarquables dans les principales compétitions d'aviron d'Espagne et a été un des clubs fondateurs de la Ligue ACT.

## Palmarès

### Titres nationaux
- 3 Championnat d'Espagne de trainières: 1961 (sous le nom de Educación y Descanso de Moaña), 1996 et 1997.

### Titres régionaux
- 1 Ligue Galicienne de Trainières: 2007.
- 1 Championnat de Galice: 2009.

### Drapeaux

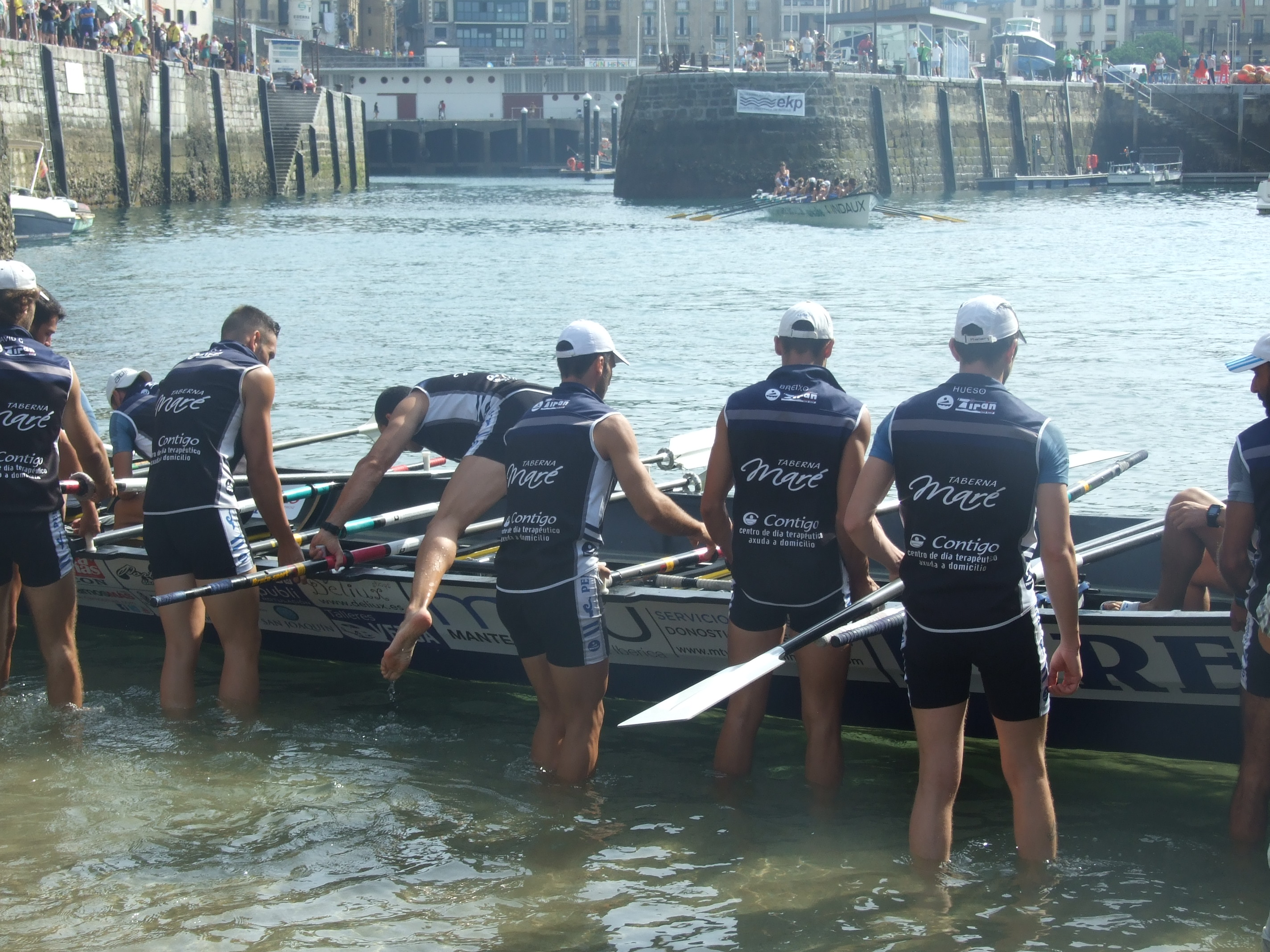
Drapeau de La Concha 2016.

- 3 Drapeau Teresa Herrera: 1998, 2001 et 2007.
- 2 Drapeau Prince des Asturies: 1998 et 2007.
- 1 Drapeau de La Rioja: 2001.
- 1 Drapeau El Corte Inglés: 2001.
- 1 Drapeau de Boiro: 2001.
- 2 Drapeau de Moaña: 2001 et 2007.
- 1 Drapeau BBK: 2003.
- 2 Drapeau de Ferrol: 2006 et 2007.
- 1 Drapeau de Redondela: 2007.
- 1 Drapeau de Nigrán: 2007.
- 1 Drapeau de Cangas: 2007.
- 1 Drapeau de A Pobra: 2007.
- 1 Drapeau de Oleiros: 2007.
- 1 Drapeau de Vigo: 2007.
- 1 Drapeau de Muros: 2007.
- 1 Drapeau de Coruxo: 2007.
- 1 Drapeau de Castro Urdiales: 2008.

### Sources
- (es) Cet article est partiellement ou en totalité issu de l’article de Wikipédia en espagnol intitulé « Sociedad Deportiva Tirán » (voir la liste des auteurs).